# Aeropuerto de Toulouse-Blagnac

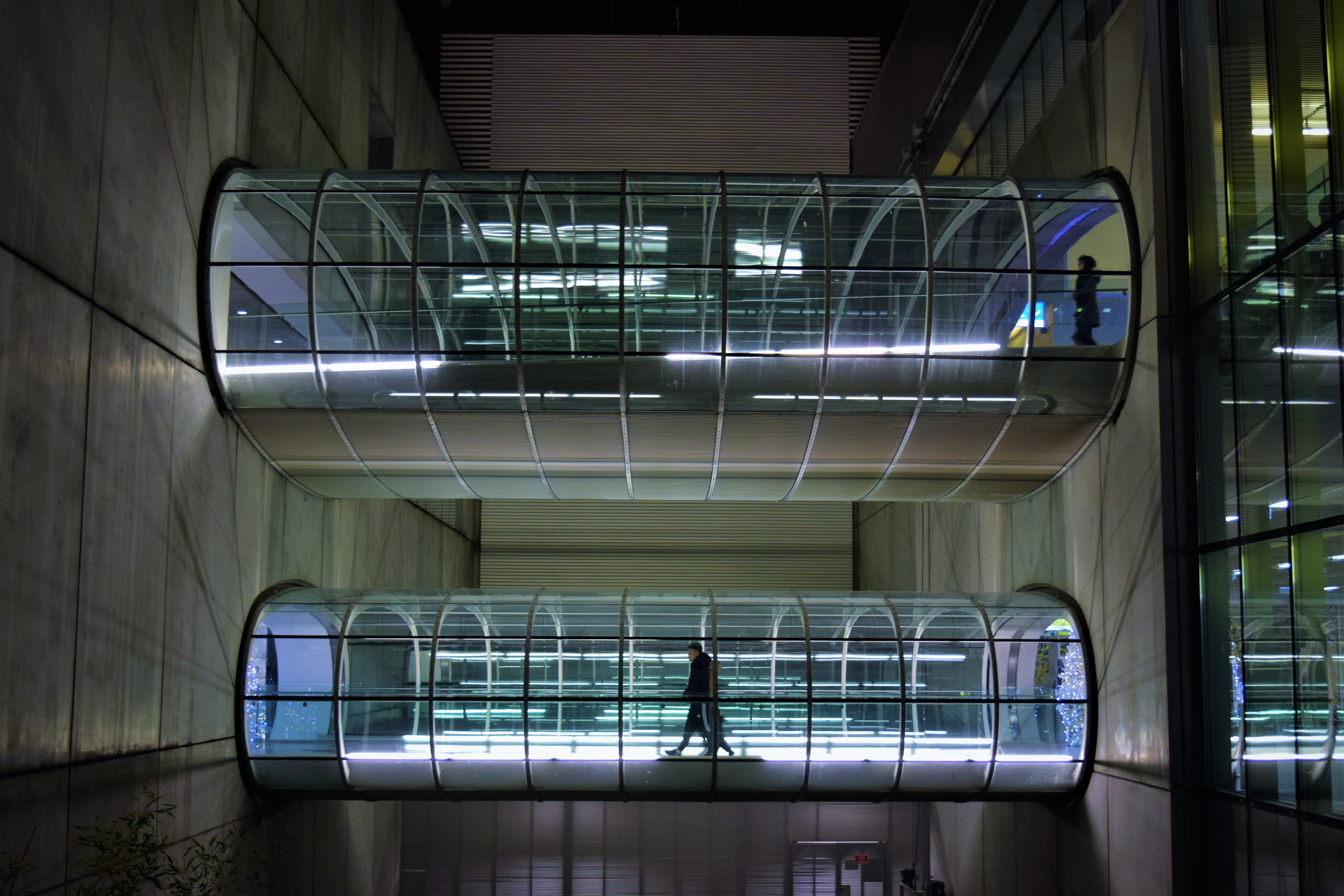
Pasarela del aeropuerto de Toulouse-Blagnac.

El Aeropuerto Internacional de Toulouse Blagnac o Aéroport de Toulouse - Blagnac (IATA: TLS, OACI: LFBO) es un aeropuerto localizado a 6.7 km en el noroeste del centro Toulouse, y en el sur de Blagnac. Ambas comunas se encuentran en la comarca del departamento del Alto Garona, y en la región de Occitania, en Francia.
Tanto las naves de ensamblaje final de Airbus como de ATR se sitúan en las proximidades del aeropuerto y usan este como aeropuerto de pruebas de vuelo.

## Aerolíneas y destinos

### Destinos nacionales
| Aerolíneas     | Destinos                                                                                  |
| -------------- | ----------------------------------------------------------------------------------------- |
| Air Corsica    | Ajaccio Estacional: Calvi, Figari                                                         |
| Air France     | París-Charles de Gaulle, París-Orly                                                       |
| easyJet Europe | Lille, Lyon, Nantes, Niza, París-Charles de Gaulle, París-Orly Estacional: Bastia, Figari |
| HOP!           | Estrasburgo, Lille, Lyon, Marsella, Nantes, Niza, Rennes Estacional: Calvi, Figari        |
| Twin Jet       | Metz-Nancy                                                                                |
| Volotea        | Estrasburgo Estacional: Ajaccio, Bastia, Brest, Figari                                    |

### Destinos internacionales
| Ciudades por países        | Nombre del aeropuerto                                  | Aerolíneas                                            | Aeronaves        | Frecuencias semanales |        |
| África                     | África                                                 | África                                                | África           | África                | África |
| -------------------------- | ------------------------------------------------------ | ----------------------------------------------------- | ---------------- | --------------------- | ------ |
| Argelia                    |                                                        |                                                       |                  |                       |        |
| Argel                      | Aeropuerto Internacional Houari Boumedienne            | Air Algérie                                           |                  |                       |        |
| Orán                       | Aeropuerto de Orán Es Sénia                            | Air Algérie                                           |                  |                       |        |
| Marruecos                  |                                                        |                                                       |                  |                       |        |
| Agadir                     | Aeropuerto de Agadir-Al Massira                        | Air Arabia Maroc TUI fly Belgium                      | A320-214         |                       |        |
| Casablanca                 | Aeropuerto Internacional Mohammed V                    | Air Arabia Maroc Royal Air Maroc                      | A320-214         |                       |        |
| Fes                        | Aeropuerto de Fez-Saïss                                | Air Arabia Maroc Ryanair                              | A320-214 B737    |                       |        |
| Marrakech                  | Aeropuerto de Marrakech-Menara                         | TUI fly Belgium Royal Air Maroc                       |                  |                       |        |
| Túnez                      |                                                        |                                                       |                  |                       |        |
| Túnez                      | Aeropuerto Internacional de Túnez-Cartago              | Nouvelair Tunisair                                    | A320-200         |                       |        |
| Asia                       |                                                        |                                                       |                  |                       |        |
| Vietnam                    | Aeropuerto Internacional de Hanói                      | Vietnam Airlines                                      | B787             |                       |        |
| Europa                     |                                                        |                                                       |                  |                       |        |
| Alemania                   |                                                        |                                                       |                  |                       |        |
| Berlín                     | Aeropuerto de Berlín-Schönefeld                        | Ryanair                                               | B737             |                       |        |
| Fráncfort del Meno         | Aeropuerto de Fráncfort del Meno                       | Lufthansa Ryanair                                     | B737             |                       |        |
| Friedrichshafen            | Aeropuerto de Friedrichshafen                          | Twin Jet                                              | Beechcraft 1900D |                       |        |
| Hamburgo                   | Aeropuerto de Hamburgo                                 | Eurowings                                             |                  |                       |        |
| Hamburgo                   | Aeropuerto de Hamburgo Finkenwerder                    | Volotea (Chárter corporativo de Airbus)               | A3xxceo          |                       |        |
| Múnich                     | Aeropuerto Internacional de Múnich-Franz Josef Strauss | Lufthansa                                             |                  |                       |        |
| Bélgica                    |                                                        |                                                       |                  |                       |        |
| Bruselas                   | Aeropuerto de Bruselas                                 | Brussels Airlines                                     | A3xx             |                       |        |
| Charleroi                  | Aeropuerto de Bruselas Sur                             | Ryanair                                               | B737             |                       |        |
| España                     |                                                        |                                                       |                  |                       |        |
| Barcelona                  | Aeropuerto de Barcelona-El Prat                        | Vueling                                               | A3xx             |                       |        |
| Fuerteventura              | Aeropuerto de Fuerteventura                            | Volotea                                               | A3xxceo          |                       |        |
| Gran Canaria               | Aeropuerto de Gran Canaria                             | Binter Canarias                                       |                  |                       |        |
| Madrid                     | Aeropuerto de Madrid-Barajas                           | Iberia operado por Air Nostrum Iberia Express Ryanair | A32x B737        |                       |        |
| Sevilla                    | Aeropuerto de Sevilla                                  | Iberia operado por Air Nostrum easyJet Europe Ryanair | A3xx B737        |                       |        |
| Tenerife Sur               | Aeropuerto de Tenerife Sur                             | Volotea                                               | A3xxceo          |                       |        |
| Valencia                   | Aeropuerto de Valencia                                 | easyJet Europe Estacional Ryanair                     | A3xx B737        |                       |        |
| Italia                     |                                                        |                                                       |                  |                       |        |
| Milán                      | Aeropuerto de Milán-Malpensa                           | easyJet Europe                                        | A3xx             |                       |        |
| Nápoles                    | Aeropuerto de Nápoles-Capodichino                      | Ryanair                                               | B737             |                       |        |
| Olbia                      | Aeropuerto de Olbia                                    | Volotea                                               | A3xxceo          |                       |        |
| Roma                       | Aeropuerto de Roma-Fiumicino                           | Alitalia easyJet Europe                               | A3xx             |                       |        |
| Venecia                    | Aeropuerto Internacional Marco Polo                    | easyJet Europe Volotea                                | A3xx A3xxceo     |                       |        |
| Malta                      |                                                        |                                                       |                  |                       |        |
| Malta                      | Aeropuerto Internacional de Malta                      | Ryanair                                               | B737             |                       |        |
| Países Bajos               |                                                        |                                                       |                  |                       |        |
| Ámsterdam                  | Aeropuerto de Ámsterdam-Schiphol                       | KLM operado por KLM Cityhopper                        | E-Jet            |                       |        |
| Polonia                    |                                                        |                                                       |                  |                       |        |
| Varsovia                   | Aeropuerto de Varsovia-Modlin                          | Ryanair                                               | B737             |                       |        |
| Portugal                   |                                                        |                                                       |                  |                       |        |
| Faro                       | Aeropuerto de Faro                                     | easyJet Europe                                        | A3xx             |                       |        |
| Lisboa                     | Aeropuerto de Lisboa                                   | Ryanair TAP Air Portugal operado por TAP Express      | B737             |                       |        |
| Reino Unido                |                                                        |                                                       |                  |                       |        |
| Brístol                    | Aeropuerto Internacional de Brístol                    | easyJet                                               | A3xx             |                       |        |
| Edimburgo                  | Aeropuerto de Edimburgo                                | Ryanair                                               | B737             |                       |        |
| Londres                    | Aeropuerto de Londres-Gatwick                          | easyJet                                               | A3xx             |                       |        |
| Londres                    | Aeropuerto de Londres-Heathrow                         | British Airways                                       |                  |                       |        |
| Londres                    | Aeropuerto de Londres-Luton                            | easyJet                                               | A3xx             |                       |        |
| Londres                    | Aeropuerto de Londres-Stansted                         | Ryanair                                               | B737             |                       |        |
| Suiza / Francia / Alemania |                                                        |                                                       |                  |                       |        |
| Basilea/Mulhouse/Friburgo  | Aeropuerto de Basilea-Mulhouse-Friburgo                | easyJet Europe easyJet Switzerland                    | A3xx             |                       |        |
| Suiza                      |                                                        |                                                       |                  |                       |        |
| Ginebra                    | Aeropuerto Internacional de Ginebra                    | easyJet Europe easyJet Switzerland                    | A3xx             |                       |        |
| Turquía                    |                                                        |                                                       |                  |                       |        |
| Estambul                   | Aeropuerto Internacional Atatürk                       | Turkish Airlines                                      |                  |                       |        |

### Destinos estacionales
| Ciudades por países | Nombre del aeropuerto                                   | Aerolíneas                                         | Aeronaves         | Frecuencias semanales |        |
| África              | África                                                  | África                                             | África            | África                | África |
| ------------------- | ------------------------------------------------------- | -------------------------------------------------- | ----------------- | --------------------- | ------ |
| Argelia             |                                                         |                                                    |                   |                       |        |
| Constantina         | Aeropuerto Internacional Mohamed Boudiaf                | Air Algérie                                        |                   |                       |        |
| Marruecos           |                                                         |                                                    |                   |                       |        |
| Oujda               | Aeropuerto de Oujda Angads                              | TUI fly Belgium (Chárter)                          |                   |                       |        |
| Norteamérica        |                                                         |                                                    |                   |                       |        |
| Canadá              |                                                         |                                                    |                   |                       |        |
| Montreal            | Aeropuerto Internacional Pierre Elliott Trudeau         | Air Transat                                        | A3xx              |                       |        |
| Europa              |                                                         |                                                    |                   |                       |        |
| Alemania            |                                                         |                                                    |                   |                       |        |
| Berlín              | Aeropuerto de Berlín-Schönefeld                         | easyJet Europe                                     | A3xx              |                       |        |
| Austria             |                                                         |                                                    |                   |                       |        |
| Viena               | Aeropuerto de Viena-Schwechat                           | ASL Airlines France                                | B737              |                       |        |
| Croacia             |                                                         |                                                    |                   |                       |        |
| Dubrovnik           | Aeropuerto de Dubrovnik                                 | easyJet Europe                                     | A3xx              |                       |        |
| Pula                | Aeropuerto de Pula                                      | easyJet Europe                                     | A3xx              |                       |        |
| Split               | Aeropuerto de Split                                     | Volotea                                            | A3xxceo           |                       |        |
| España              |                                                         |                                                    |                   |                       |        |
| Alicante            | Aeropuerto de Alicante-Elche                            | Volotea                                            | A3xxceo           |                       |        |
| Ibiza               | Aeropuerto de Ibiza                                     | Vueling                                            | A3xx              |                       |        |
| Málaga              | Aeropuerto de Málaga-Costa del Sol                      | easyJet Europe Volotea Vueling                     | A3xx A3xxceo A3xx |                       |        |
| Menorca             | Aeropuerto de Menorca                                   | Air France TUI fly Belgium (Chárter)               |                   |                       |        |
| Palma de Mallorca   | Aeropuerto de Palma de Mallorca                         | easyJet Europe Volotea Vueling                     | A3xx A3xxceo A3xx |                       |        |
| Valencia            | Aeropuerto de Valencia                                  | easyJet Europe                                     | A3xx              |                       |        |
| Grecia              |                                                         |                                                    |                   |                       |        |
| Atenas              | Aeropuerto Internacional Eleftherios Venizelos          | Air France Aegean Airlines                         | A32x              |                       |        |
| Heraclión           | Aeropuerto Internacional de Heraclión Nikos Kazantzakis | Aegean Airlines                                    | A32x              |                       |        |
| Irlanda             |                                                         |                                                    |                   |                       |        |
| Dublín              | Aeropuerto de Dublín                                    | Aer Lingus                                         | A3xx              |                       |        |
| Italia              |                                                         |                                                    |                   |                       |        |
| Palermo             | Aeropuerto de Palermo-Punta Raisi                       | Volotea                                            | A3xxceo           |                       |        |
| Jersey              |                                                         |                                                    |                   |                       |        |
| Malta               |                                                         |                                                    |                   |                       |        |
| Malta               | Aeropuerto Internacional de Malta                       | Air France                                         |                   |                       |        |
| Portugal            |                                                         |                                                    |                   |                       |        |
| Oporto              | Aeropuerto de Oporto-Francisco Sá Carneiro              | easyJet Europe                                     | A3xx              |                       |        |
| Reino Unido         |                                                         |                                                    |                   |                       |        |
| Birmingham          | Aeropuerto Internacional de Birmingham-West Midlands    | TUI Airways (Chárter)                              | B7x7              |                       |        |
| Edimburgo           | Aeropuerto de Edimburgo                                 | British Airways operado por BA CityFlyer (Chárter) | E-190SR           |                       |        |
| Londres             | Aeropuerto de Londres-Gatwick                           | TUI Airways (Chárter)                              | B7x7              |                       |        |
| Mánchester          | Aeropuerto de Mánchester                                | Jet2.com TUI Airways (Chárter)                     | B7x7              |                       |        |
| República Checa     |                                                         |                                                    |                   |                       |        |
| Praga               | Aeropuerto de Praga                                     | Volotea                                            | A3xxceo           |                       |        |

## Estadísticas

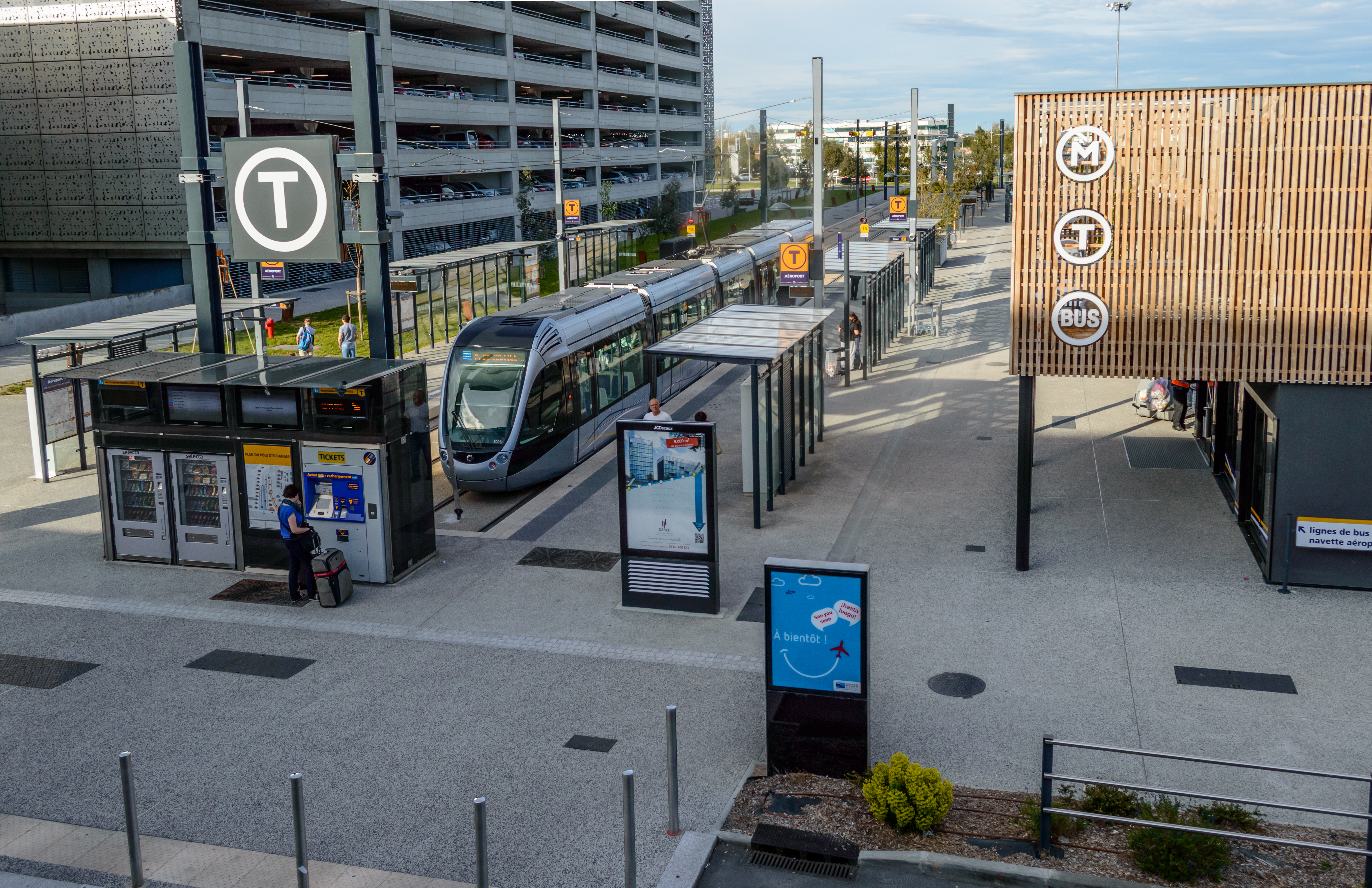
Línea de tranvía T2 en el aeropuerto

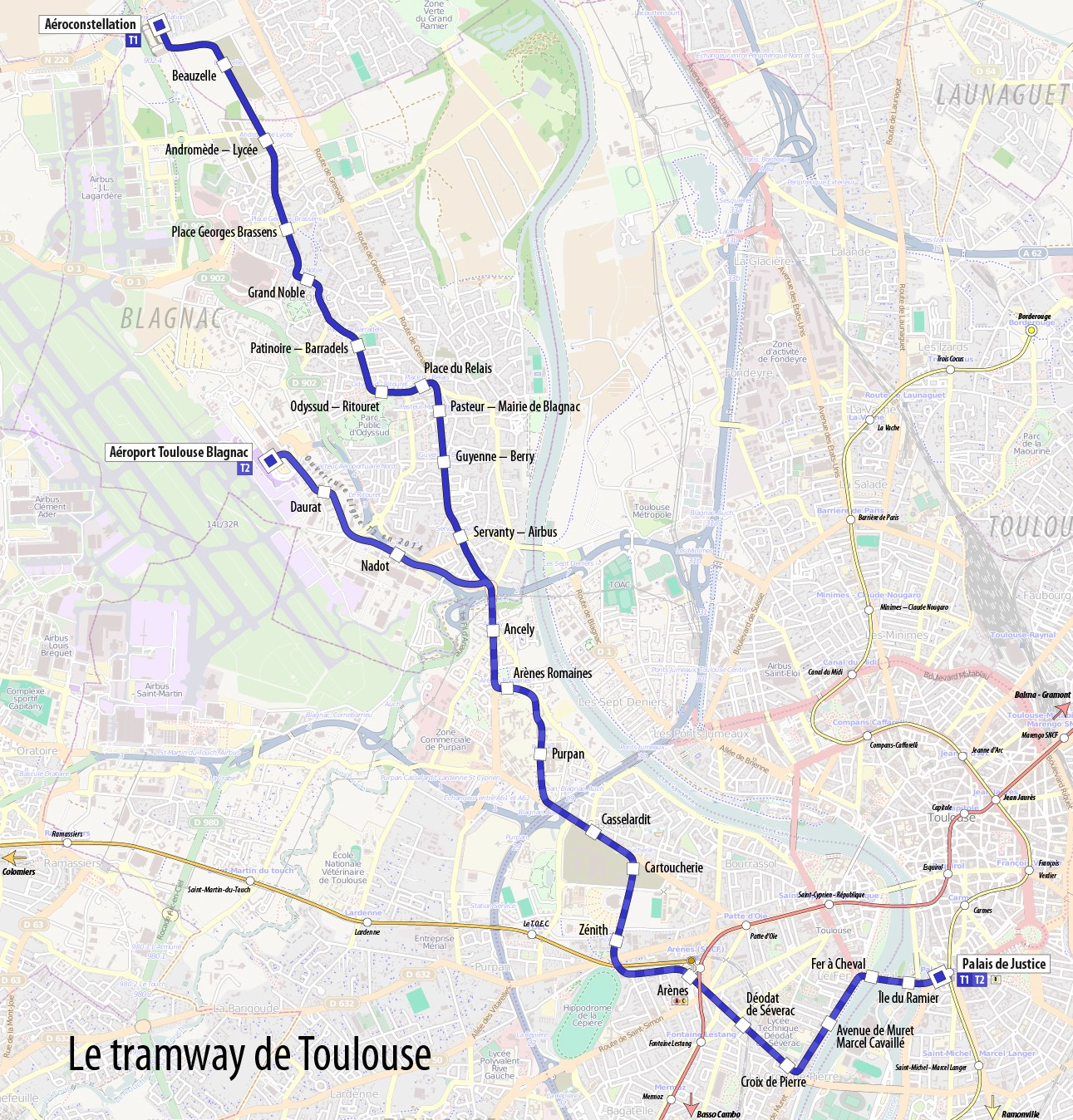
Tranvía de Toulouse

Ver fuente y consulta Wikidata.